# Lino Falzon
Lino Falzon (Mosta, 9 aprile 1941 – Mosta, 3 ottobre 2024) è stato un calciatore maltese, di ruolo difensore.

## Carriera

### Club
Dopo aver iniziato la sua carriera nel club della sua città natale, il Mosta Athletic, Falzon fece il suo debutto per la squadra di prima divisione Sliema Wanderers nel gennaio 1963. Giocò 91 partite per loro in tutte le competizioni e vinse un paio di titoli di campionato e coppe nazionali con i Blues, prima di tornare al Mosta dopo sette stagioni.

### Nazionale
Falzon fece il suo debutto per Malta in una partita di qualificazione al campionato europeo del giugno 1962 in trasferta contro la Danimarca, che fu anche il debutto competitivo della sua contea. Ottenne un totale di 5 presenze (1 non ufficiale), senza segnare gol. Falzon era un giocatore del Mosta Athletic in 2ª divisione al suo debutto, diventando solo il secondo giocatore a rappresentare il suo paese mentre era attivo nella seconda divisione.
La sua ultima partita internazionale fu un'amichevole in trasferta contro la Libia nel marzo 1966.